# Euodia montana
Euodia montana är en vinruteväxtart som beskrevs av Thomas Gordon Hartley. Euodia montana ingår i släktet Euodia och familjen vinruteväxter. Inga underarter finns listade i Catalogue of Life.